# Calhandra
Calhandra é o nome comum dado a certas aves europeias da família das alaudídeas, a mesma que a da cotovia. No Brasil também é empregado regionalmente para designar certas espécies de sabiás.

## Na poesia de Ovídio
A figura da ave calhandra entra nas poesias de Ovídio, poeta romano, onde Cila, filha do rei de Mégara, Niso, foi metamorfoseada nesta ave pelo ente mitológico Cupido.
Mégara era uma cidade onde Apolo deixara sua lira, numa torre alta. A partir daí as muralhas da torre passaram a emitir constantemente sons harmoniosíssimos e encantadores.
Cila sempre atirava do alto da torre pedras nas muralhas e especialmente pedras pequenas para das muralhas tirar os mais harmoniosos sons.
Conta-se nas poesias de Ovídio que Minos, rei de Creta, após invadir e destruir toda a parte do estreito de Corinto, que pertencia a Mégara, fez um cerco a Mégara, a cidade propriamente dita. Mas não conseguia tomar a cidade porque ela estava protegida por um forte encanto escondido nos cabelos brancos de Niso: um fio de cabelo de ouro.
A cidade estava sitiada há meses pelas tropas de Minos, mesmo assim a guerra não podia se definir visto o encantado fio de cabelo de ouro.
Cila, como habitualmente fazia, subia ao alto da torre, mesmo a cidade estando cercada. De lá avistava e observava todo o cerco do exército de Minos. E de tanto observar já conhecia toda a estrutura do exército: os oficiais, as armas táticas e as estratégicas, os cavalos e cavaleiros e a forma como combatiam, as estratégias de ataque e de defesa do exército. Inclusive, ela conhecia perfeitamente o comportamento do maior combatente do exército: o general e rei Minos. E de tanto observar Minos, Cila acabou se apaixonando por aquele poderoso combatente, que guiava seu exército com tanta segurança e tranquilidade.
Cila não continha mais sua paixão. Queria conquistar Minos. E encontrou uma saída, entregar-lhe a vitória em detrimento de seu pai, de Mégara, de liberdade de seu povo. Entregar a vitória em troca do amor de um estranho que nunca conhecera em tempos de paz.
O final desta história é dramatizado desta forma:
“Uma noite, enquanto a cidade inteira estava imersa no sono, penetrou no aposento do pai e cortou-lhe o cabelo fatal. Munida do precioso objeto, a infeliz Cila, a quem o crime dava nova ousadia, saiu da cidade, atravessou o campo inimigo, chegou à tenda de Minos, a quem confiou o cabelo do qual dependia a salvação da cidade. Minos sentiu aversão por tão desnaturada filha, e recusou-se a vê-la. O cabelo estava cortado, a cidade caiu entre as mãos dos inimigos, mas Minos partiu imediatamente depois, proibindo o embarque de Cila nos seus navios. Foi em vão que ela alcançou, banhada em lágrimas, a praia, cabelos desalinhados, braços estendidos para o homem que a repelia. Viu partir o navio, e, no seu desespero, atirou-se ao mar para seguir a nado o ente amado. Mas notou seu pai, Niso, que, metamorfoseado em gavião, a perseguia, e começava a cair sobre ela para a dilacerar a bicadas. Assim, em vez de nadar, Cila começa também a voar sobre a superfície da água, pois estava, por sua vez, transformada em calhandra. Desde então a ave de rapina, que ela tão indignamente traíra, não cessa de lhe fazer cruel guerra. (Ovídio).”